# Средневековый японский язык
Средневековый японский язык (яп. 中世日本語 тю:сэй нихонго) — один из этапов развития японского языка. Ему предшествовал классический японский язык. Средневековый японский язык развился в современный японский. За время развития тюсэй нихонго утерял множество архаичных черт и приблизился к современной форме.
Средневековый японский существовал около 500 лет, с XII по XVI век. Зачастую его разделяют на ранний и поздний средневековый японский. Первая половина развития средневекового японского пришлась на период Камакура, часть периода Хэйан. Вторая половина проходила в период Муромати.

## Историческая справка
Конец XII века был временем перехода Японии из аристократического государства в феодальное общество самураев. Политические силы переместились в сёгунат.
Грамотность общества в это время заметно возросла, появились разнообразные религиозные течения.
В середине XVI века в Японию высадились первые португальские миссионеры. Под их влиянием в японский проникло множество заимствований.
В попытке распространить свою религию, португальцы учили японский, ими создано несколько грамматик, словарей, переводов литературных произведений.

## Фонология

### Гласные
Имелось пять гласных: /i, e, a, o, u/.
- /i/: [i]
- /e/: [je], [e]?
- /a/: [a]
- /o/: [wo], [o]?
- /u/: [u]

Изначально /e/ и /o/ реализовывались как полугласные [j] и [w]. Неизвестно, как они звучали после согласного.
Кроме того, долгий o существовал в двух вариантах: [ɔː] и [oː]. Сочетание /au/ стянулось в [ɔː], а /ou/ и /eu/ — в [oː] и [joː], соответственно. Например:
- /хаяку/ «быстро» > /хаяу/: [ɸajaku] > [ɸajau] > [ɸajɔː]
- /омоу/ «думать»: [womou] > [womoː]

### Согласные
|                       | губ.-губные | альв. | постальв. | нёб. | заднеяз. | увул. |
| --------------------- | ----------- | ----- | --------- | ---- | -------- | ----- |
| Взрывные согласные    | p b         | t d   |           |      | k ɡ      |       |
| Аффрикаты             |             | t͡s d͡z | t͡ɕ d͡ʑ     |      |          |       |
| Носовые согласные     | m           | n     |           |      |          | ɴ     |
| Фрикативные согласные | ɸ           | s z   | ɕ ʑ       |      |          |       |
| Одноударные согласные |             |       | ɺ         |      |          |       |
| Аппроксиманты         |             |       |           | j    | ɰ        |       |

Перед паузой /N/ реализуется как увулярный [ɴ]; принимая место артикуляции последующего взрывного, аффрикаты или носового. Перед шумным согласным /Q/ исчезает, а шумный удваивается.
- /s, z/, /t, d/, /n/, /h, b/, /p/, /m/, и /r/ могут палатализироваться.

Лабиализованные согласные /kw, gw/ появились в раннесредневековом японском. Позже лабиализованные согласные, после которых шли -i и -e, слились со своими нелабиализованными парными согласными.
- /kwi/ > /ki/
- /gwi/ > /gi/
- /kwe/ > /ke/
- /gwe/ > /ge/

Разница между /ka/ и /kwa/ сохранилась.
Сибилянты /s, z/ перед /i/ и /e/ подвергались палатализации (смягчались).
- /sa, za/: [sa, za]
- /si, zi/: [ɕi, ʑi]
- /su, zu/: [su, zu]
- /se, ze/: [ɕe, ʑe]
- /so, zo/: [so, zo]

Жуано Родригеш в грамматике Arte da Lingoa de Japam указывает, что в западных диалектах /se/ реализуется как [se], а не как [ɕe]. В современном японском /se, ze/ реализуются как [se, ze], а /si, zi/ — как [ɕi, ʑi].
/t/ и /d/ отличались от сибилянтов во всех позициях. Однако перед /i, u/ они превращались в аффрикаты.
- /ti, di/: [t͡ɕi, d͡ʑi]
- /tu, du/: [tsu, dzu]

#### Преназализация
Звонкие взрывные согласные и фрикативы были преназализованными:
- /g/: [ⁿɡ]
- /z/: [ⁿz]
- /d/: [ⁿd]
- /b/: [ⁿb]

Родригеш в Arte da Lingoa de Japam обращает внимание на преназализованность японских согласных. Кроме того, в корейском тексте «Чхопхэ сино» (첩해신어, 捷解新語) японские звуки /b/, /d/, /z/, /g/ передаются, соответственно, хангылем как -mp-, -nt-, -nz-, -ngk-, что указывает на преназализацию.
Из-за преназализации слово «лошадь» (яп. 馬 ума) иногда транскрибируют как мума, а «действительно» (яп. 宜 убэ) как мубэ.

#### /h/ и /p/
Хотя в протояпонском существовал звук *[p], в старояпонском он уже превратился в [ɸ] и далее в [h], по сей день оставаясь им. Поздний средневековый японский вновь получает [p]. [p] противопоставлен [ɸ] и потому считается отдельной фонемой. Он встречается в звукоподражательных словах вроде «пин-пин» (яп. ぴんぴん, живо) и «патто» (яп. ぱっと, внезапно), а также в китаизмах: «ниппон» (яп. 日本, Япония), «кампай» (яп. 乾杯, тост).
В середине слова /h/ превращается в [w], если за ним стоит /a/. Перед другими гласными /h/ исчезает.
- /-ha/: [wa]
- /-hi/: [i]
- /-hu/: [u]
- /-he/: [je]
- /-ho/: [wo]

#### Глайды
/w/ существовал в следующих слогах:
- /wa/: [wa]
- /wi/: [i]
- /we/: [je]
- /wo/: [wo]

Слияние /o/ и /wo/ в [wo] произошло в раннесредневековый период, а к XII веку /e/ и /we/ слились в [je].
/y/ существовал в следующих слогах
- /ya/: [ja]
- /yu/: [ju]
- /ye/: [je]
- /yo/: [jo]

В результате разнообразных фонетических процессов /e/, /we/ и /ye/ реализовывались как [je] и не различались между собой.

### Структура слогов
Слоги имели модель (C)V (необязательный согласный, за которым стоит обязательный гласный: а, ка). Понятие моры не существовало. Но китайские заимствования содержали конечный -/m/, -/n/, или -/t/. Такая структура имеет модель (C)V(m, n, t) — это слог. Понятие моры основано на традиционной модели (C)V.
К концу раннесредневекового периода различавшиеся до того -m и -n слились в /N/.

### Удвоение медиалей
Финали -m, -n, -t, за которыми шёл гласный или глайд, превратились в -mm-, -nn-, и -tt-.
-m > -mm-:
- samwi > sammi «третий ранг»

-n > -nn-:
- ten’wau > tennau > tennoː «император Японии»
- kwan’on > kwannon Каннон
- kon’ya > konnya «сегодня вечером»

-t > -tt-:
- set’in > settin «туалет»
- konnitwa > konnitta «к этому дню»
- but’on > button «благословение Будды»

### Омбин
Омбин (яп. 音便, эвфония) — тип звукового изменения. Конкретные правила эвфонии вызывают споры. На более ранних стадиях развития языка омбин также существовал, но именно в средневековом японском его влияние привело к значительным фонетическим изменениям в морфологии прилагательных и глаголов.
Глаголы:
- yom- (читать): /yomite/ > /yoNde/ [joɴde]
- kuh- (есть): /kuhite/ > /kuute/ [kuːte] (в западных диалектах) :: /kuQte/ [kutte] (в восточных диалектах[22])

Прилагательные:
- /hayaku/ (быстро) > /hayau/: [ɸajaku] > [ɸajau] > [ɸajɔː]
- /kataki/ (твёрдый) > /katai/ [katai]

В обоих случаях -k- выпадает из-за велярной элизии.

## Грамматика
Часть архаичных грамматических форм исчезла, приближая средневековый японский к современному состоянию.
Одно из главных изменений — замена заключительной формы аттрибутивной. Это привело к целому ряду изменений.
- Часть глаголов двойного ряда перешла в моноряд[24].
- Некоторые классы прилагательных слились.
- Система Какаримусуби[яп.] ослабла.
- Глагол ar- «быть», до того спрягавшийся нерегулярно, начал спрягаться как глагол четверного ряда.

### Глагол
Средневековый японский унаследовал все девять спряжений старояпонского.
| Класс глагола                | Ирреалис 未然形 | Соединительная форма 連用形 | Заключительная форма 終止形 | Определительная форма 連体形 | Реалис 已然形 | Императив 命令形 |
| ---------------------------- | --------------- | --------------------------- | --------------------------- | ---------------------------- | ------------- | ---------------- |
| Четверной ряд (四段)         | -a              | -i                          | -u                          | -u                           | -e            | -e               |
| Верхний моноряд(上一段)      | -i              | -i                          | -iru                        | -iru                         | -ire          | -i(yo)           |
| Верхний двойной ряд (上二段) | -i              | -i                          | -u                          | -uru                         | -ure          | -i(yo)           |
| Нижний моноряд (下一段)      | -e              | -e                          | -eru                        | -eru                         | -ere          | -e(yo)           |
| Нижний двойной ряд (下二段)  | -e              | -e                          | -u                          | -uru                         | -ure          | -e(yo)           |
| Неправильные К-формы (カ変)  | -o              | -i                          | -u                          | -uru                         | -ure          | -o               |
| Неправильные С-формы (サ変)  | -e              | -i                          | -u                          | -uru                         | -ure          | -e(yo)           |
| Неправильные Н-формы (ナ変)  | -a              | -i                          | -u                          | -uru                         | -ure          | -e               |
| Неправильные Р-формы (ラ変)  | -a              | -i                          | -i                          | -u                           | -e            | -e               |

Тем не менее глаголы двойного ряда постепенно переходили в первый ряд из-за слияния заключительной и аттрибутивной форм.

### Прилагательные
Существовало два класса прилагательных: предикативные и непредикативные.
Предикативные делились на те, у которых соединительная форма оканчивается на -ku, и на те, у которых на -siku.
| Adjective Class | Ирреалис 未然形 | Соединительная форма 連用形 | Заключительная форма 終止形 | Определительная форма 連体形 | Реалис 已然形 | Императив 命令形] | Notes         |
| --------------- | --------------- | --------------------------- | --------------------------- | ---------------------------- | ------------- | ----------------- | ------------- |
| -ku             |                 | -ku                         | -si                         | -ki                          |               |                   |               |
| -ku             |                 | -u                          | -ki                         | -i                           |               |                   | ранний с. я.  |
| -ku             |                 | -u                          | -i                          | -i                           |               |                   | поздний с. я. |
| -ku             | -kara           | -kari                       |                             | -karu                        | -kere         | -kare             |               |
| -siku           |                 | -siku                       | -si                         | -siki                        |               |                   |               |
| -siku           |                 | -siu                        | -sisi                       | -sii                         |               |                   | ранний с. я.  |
| -siku           |                 | -siu                        | -sii                        | -sii                         |               |                   | поздний с. я. |
| -siku           | -sikara         | -sikari                     |                             | -sikaru                      | -sikere       | -sikare           |               |

В ранний период -siku развил форму -sisi. Заключительная и аттрибутивная формы слились. В поздний период суффикс прилагательных -ki превратился в -i. Это привело к слиянию форм.
Из раннего средневекового этапа унаследовано два класса прилагательных: -nar и -tar.
| Тип  | Ирреалис 未然形 | Соединительная форма 連用形 | Заключительная форма 終止形 | Определительная форма 連体形 | Реалис 已然形 | Императив 命令形 | примечания    |
| ---- | --------------- | --------------------------- | --------------------------- | ---------------------------- | ------------- | ---------------- | ------------- |
| Nar- | -nara           | -nari -ni                   | -nari                       | -naru -na                    | -nare         |                  | ранний с. я.  |
| Nar- | -nara           | -ni -de                     | -dya -na                    | -naru -na -no                | -nare         |                  | поздний с. я. |
| Tar- |                 | -to                         | -tari                       | -taru                        |               |                  | ранний с. я.  |
| Tar- |                 | -to                         |                             | -taru                        |               |                  | поздний с. я. |

Формы на -naru подверглись редукции до -na. Тип tar- стал архаичным.

### Сослагательное наклонение
Основа реалиса перешла в сослагательное наклонение. В современном японском основы реалиса не существует.

### Повелительное наклонение
Традиционно императив образовывался либо бессуффиксально, либо с прибавлением -yo. В средневековом японском к глаголам нижнего моноряда, неправильным формам на «К-» и «С-» стал присоединяться -i:
- kure + i: kurei «дай»
- ko + i: koi «приходи»
- se + i: sei «делай»

Родригеш упоминает, что -yo может быть заменено на -ro (миё > миро, «смотри!»). В восточных диалектах VII века уже существовал императив на -ro.

### Временная система и вид глагола
Время и вид глагола значительно изменились. Перфектные формы на n-, t-, и r-, а также окончания прошедшего времени k-/s- и ker- исчезли. На их место пришло окончание tar-, затем превратившееся в ta, современный маркер прошедшего времени.

### Частицы
Новая частица «дэ» (яп. で) развилась из ни тэ.
Соединительный суффикс -му прошёл серию изменений: mu > m > N > ũ. Если он присоединялся к глаголу в форме ирреалиса, то удлиннял предшествующую гласную, а сам исчезал.